# Rinkeby
Rinkeby är en stadsdel i Västerort inom Stockholms kommun. Rinkeby gränsar till Kista, Tensta och Bromsten samt till Sundbybergs kommun. Stadsdelen ingår i Järva stadsdelsområde.

## Historia

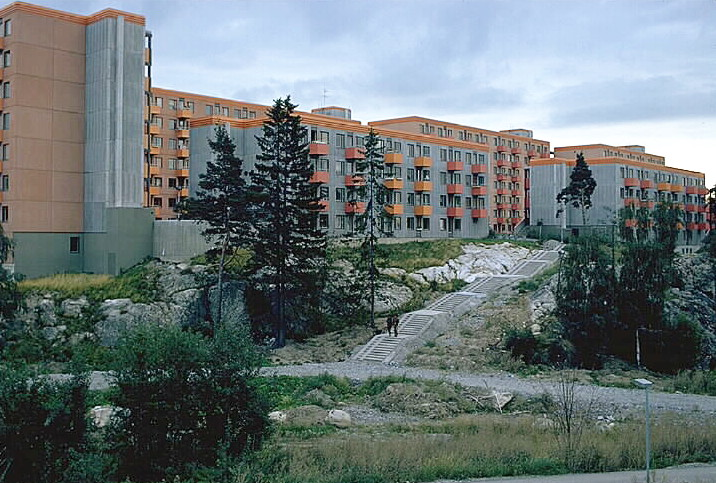
Nybyggda Rinkeby i början av 1970-talet.

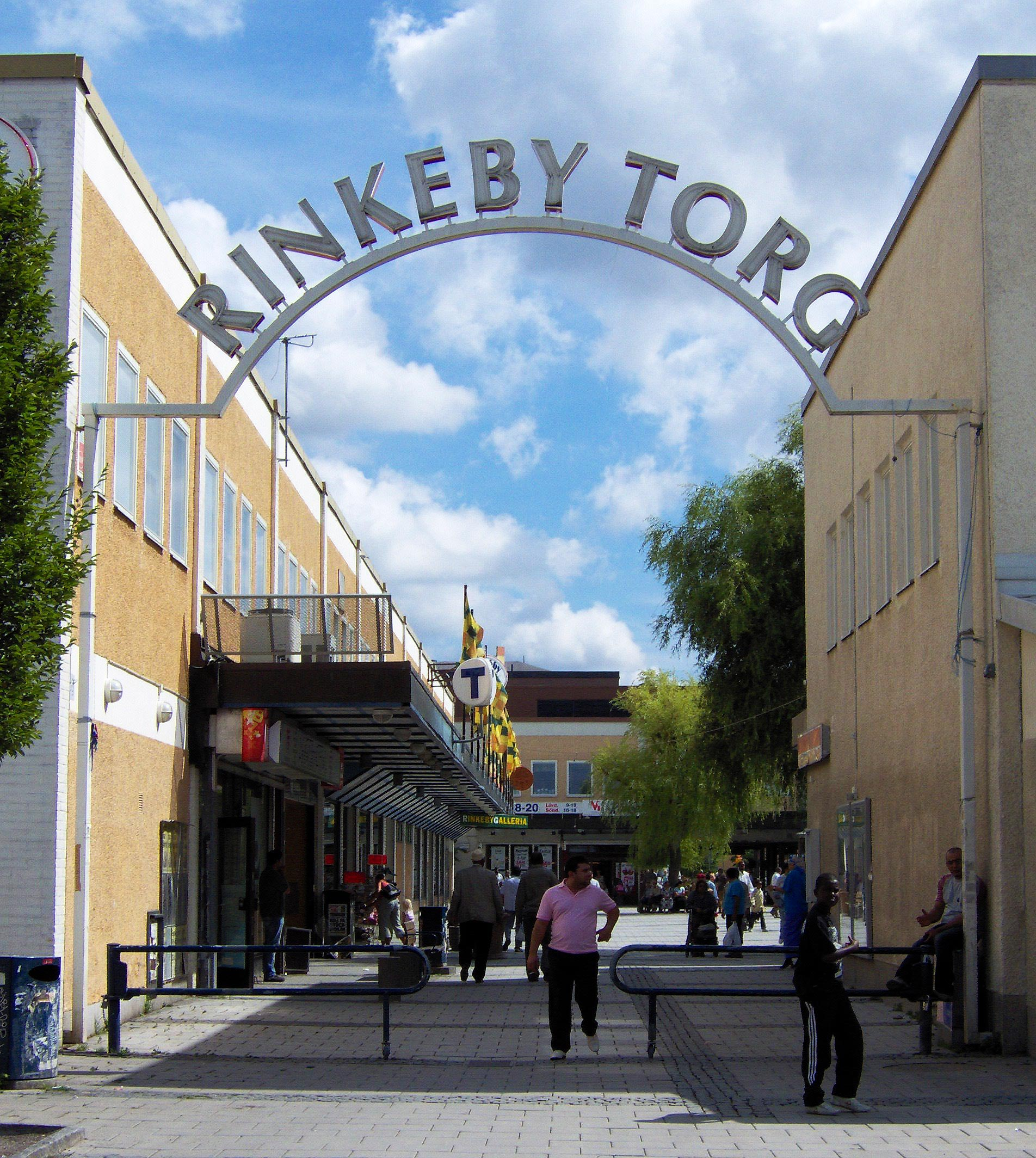
Ingången till Rinkebytorget.

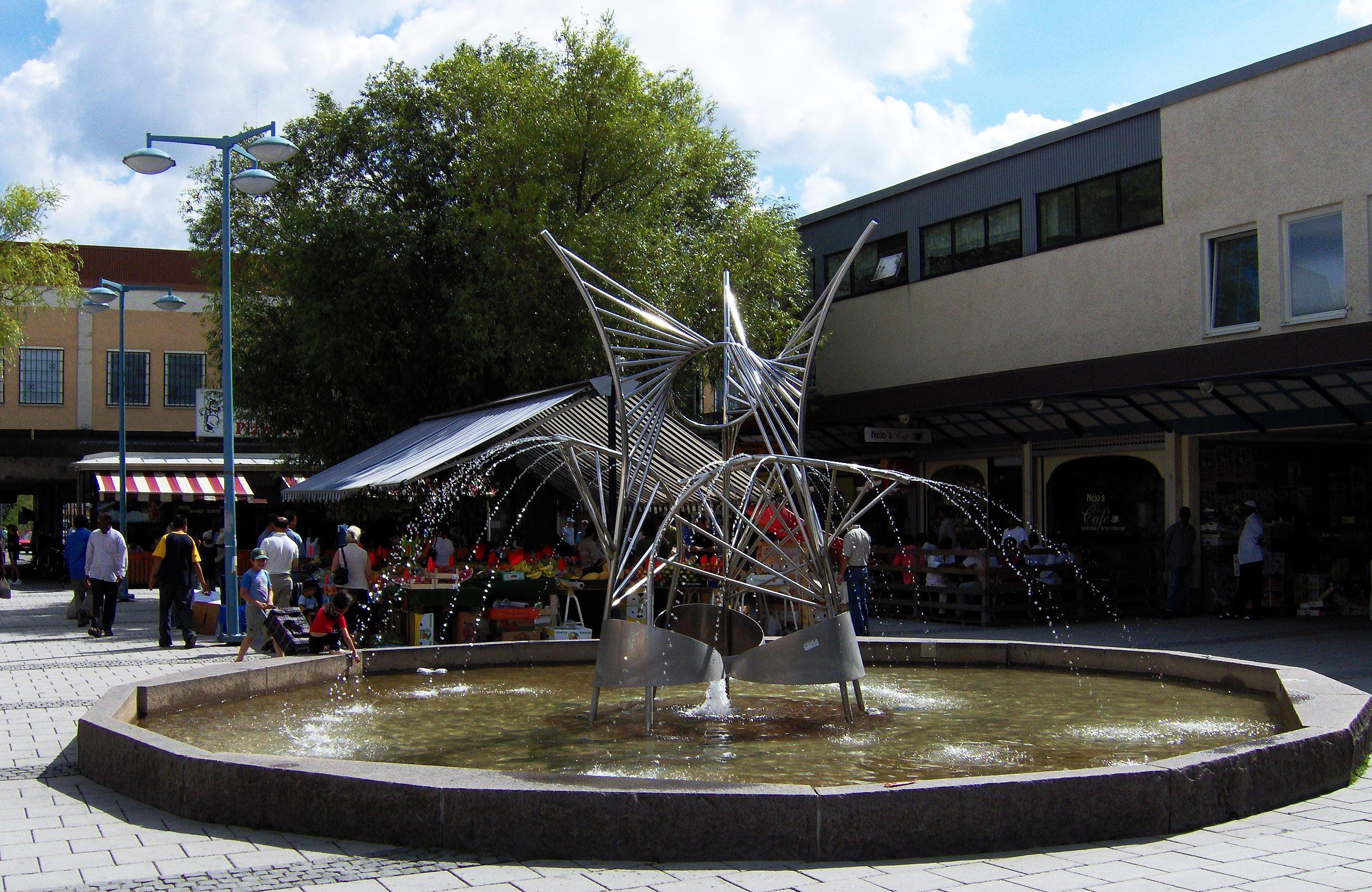
Fontänen på Rinkeby torg med ett grönsaks- och fruktstånd i bakgrunden.

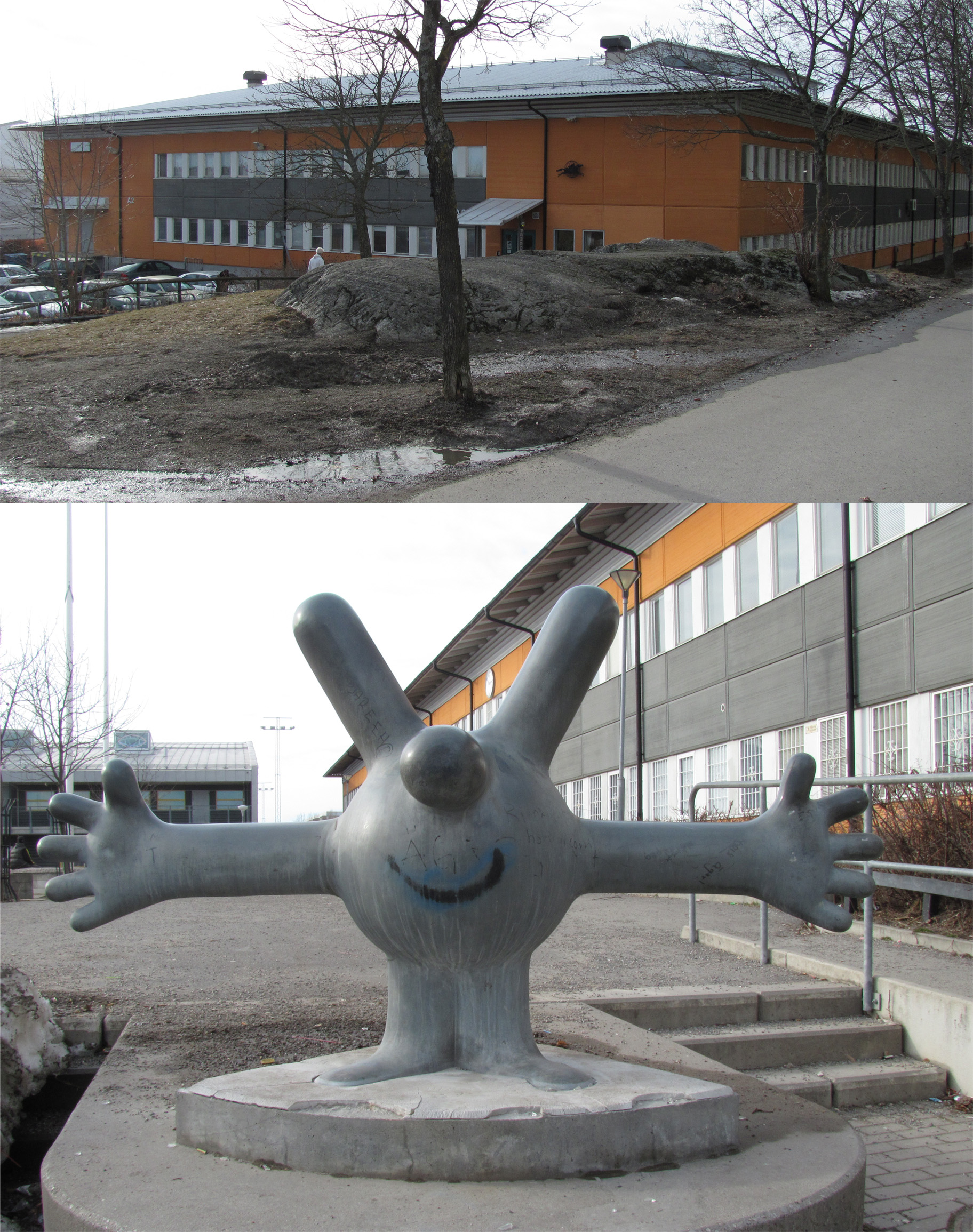
Rinkebyskolan, mars 2011.

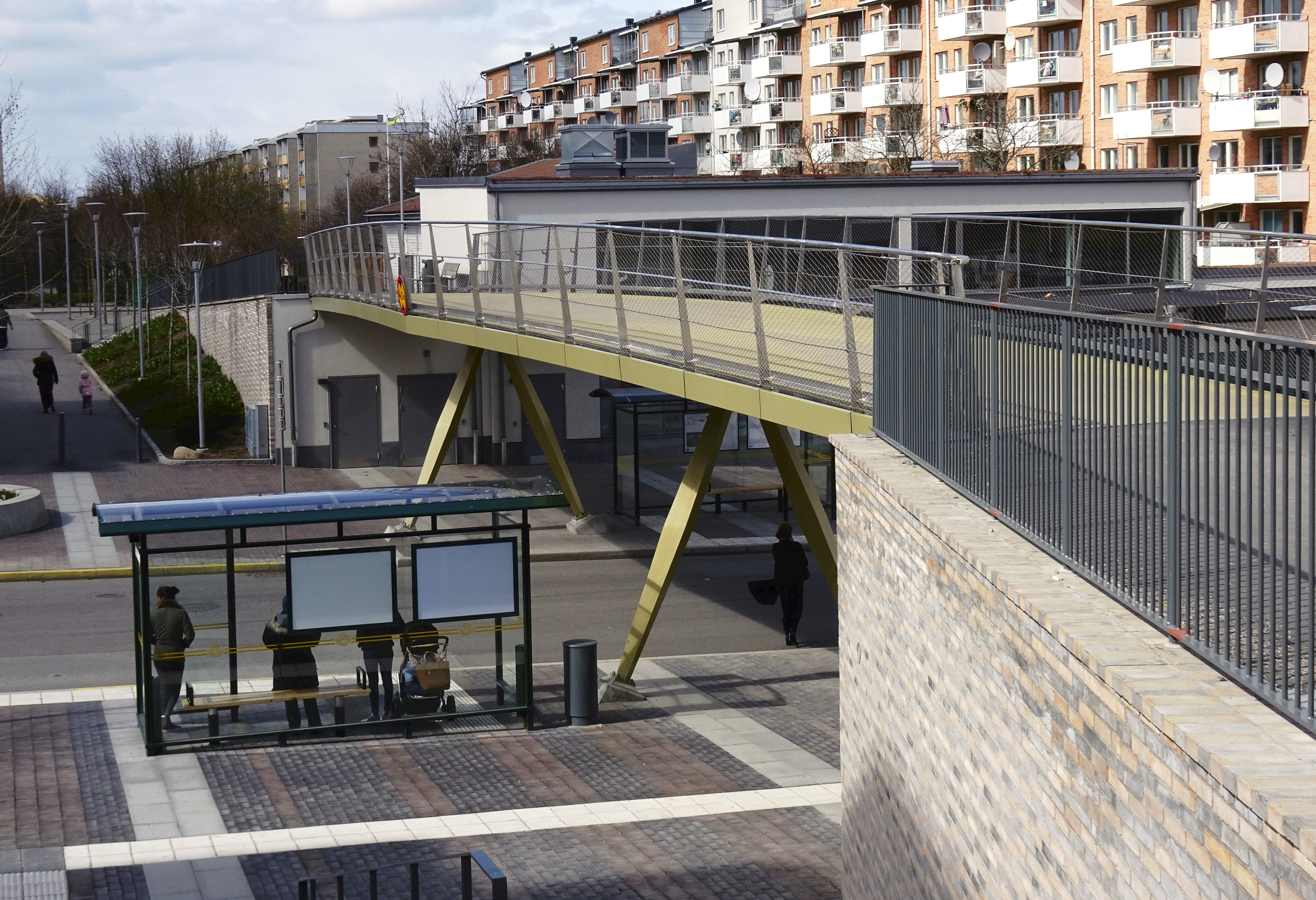
Rinkebystråkets bro, 2017.

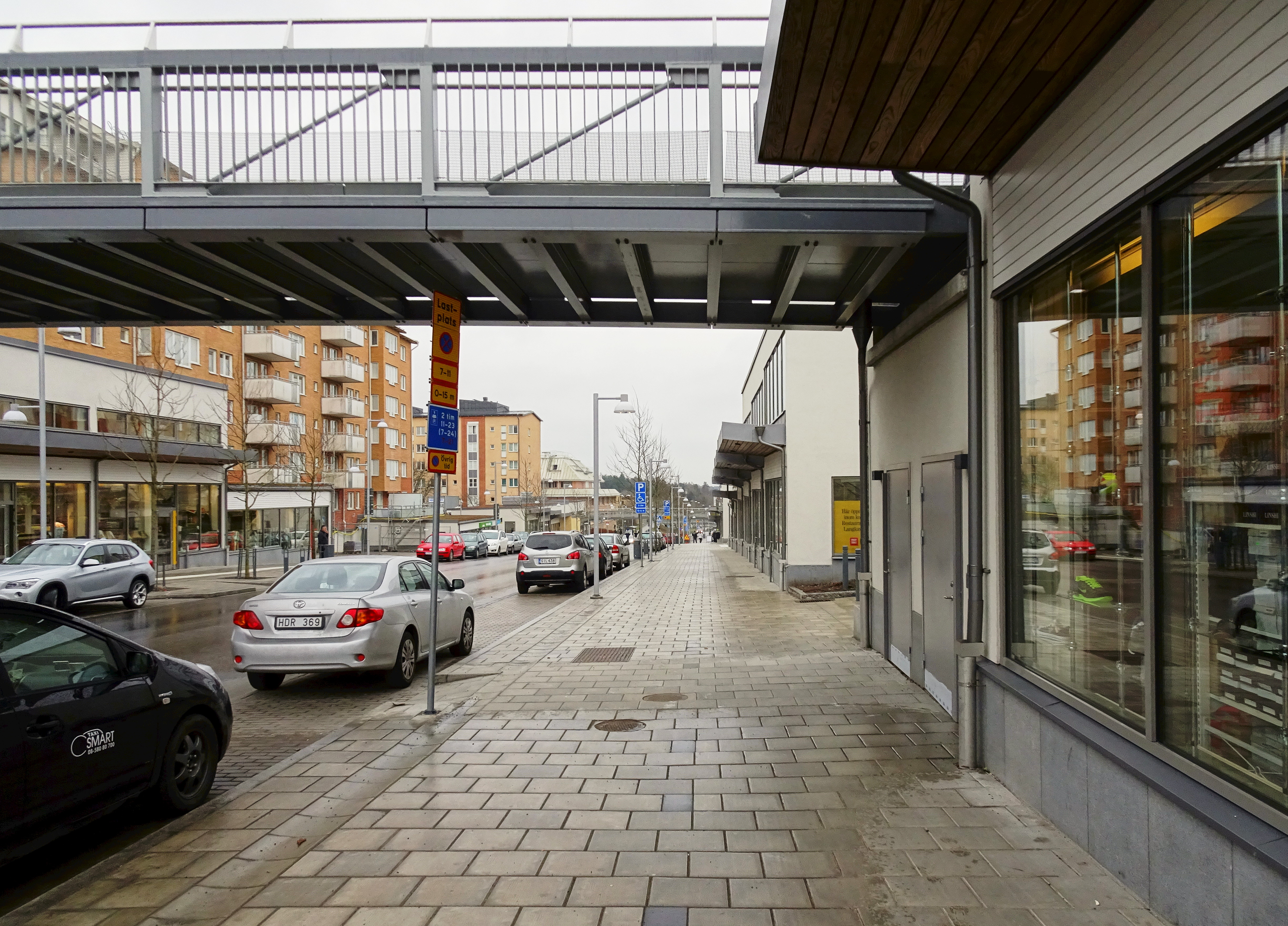
Rinkebystråkets nya bebyggelse, 2016.

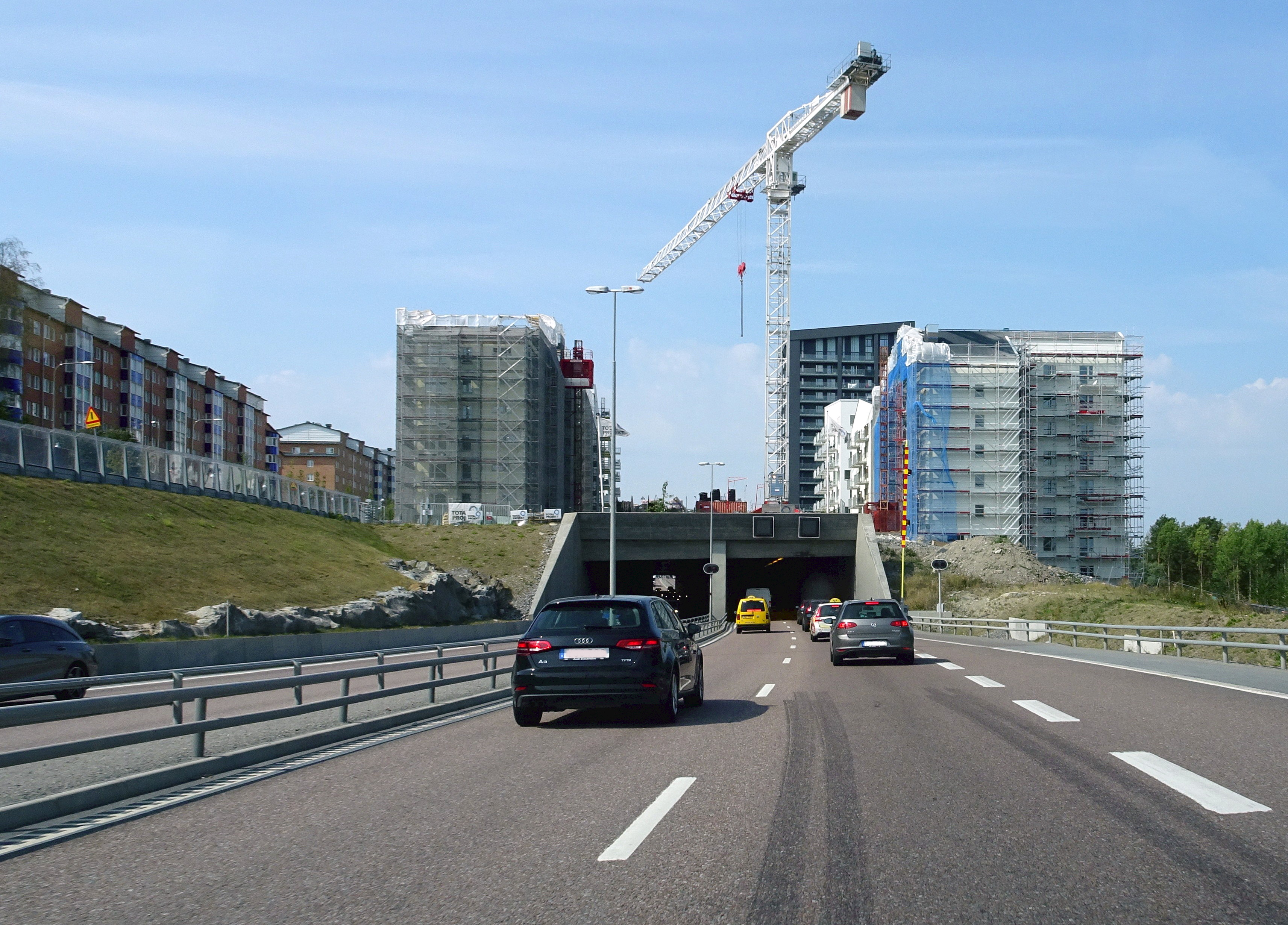
Rinkeby växer mot norr och över Rinkebytunneln, vy från E18, 2018.

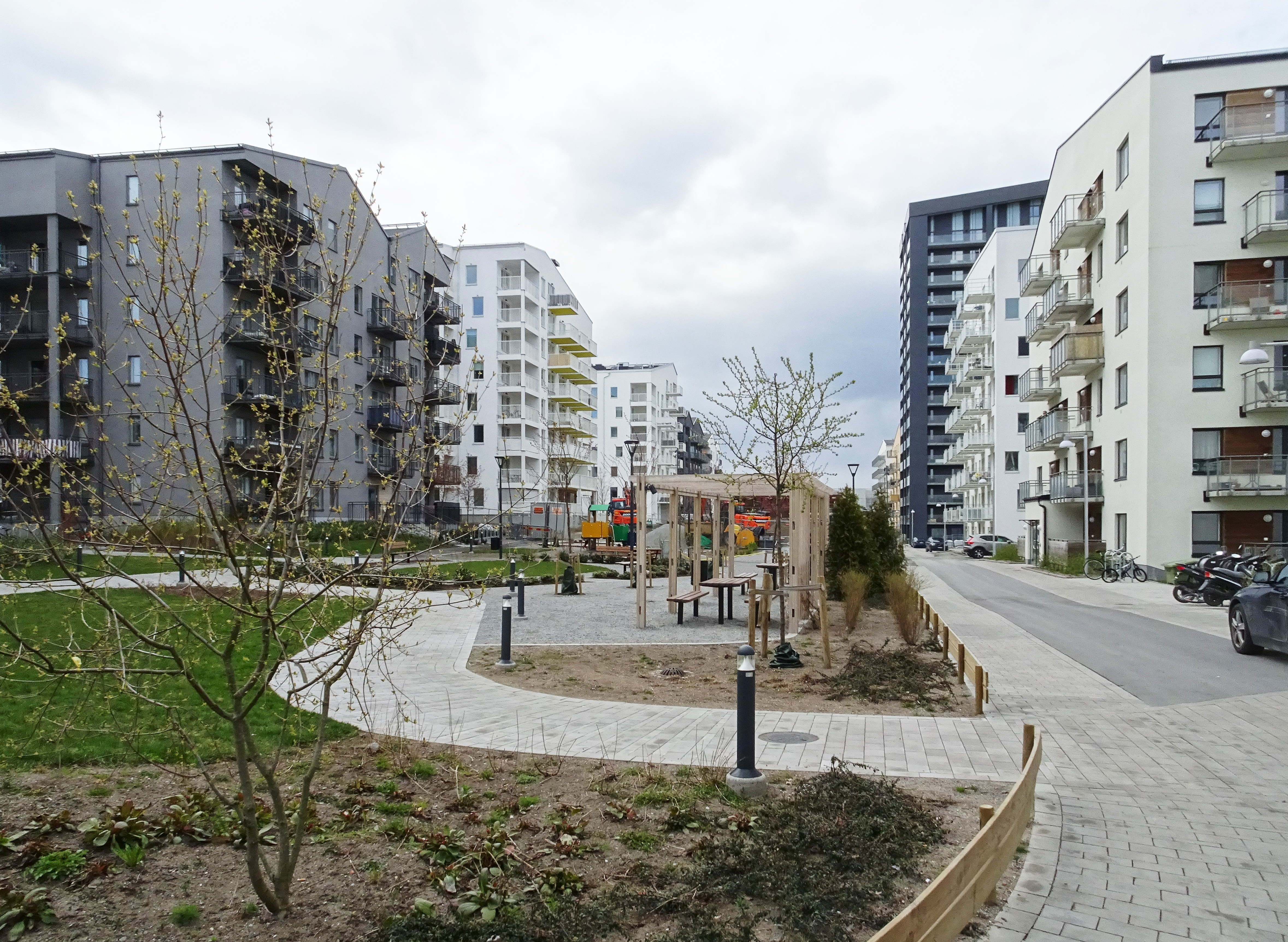
De nya bostadshusen som uppfördes på Rinkebytunneln, 2021.

### Tidig historia
Namnet Rinkeby kommer från det äldre svenska ordet rinker, som betyder "krigare". Namnet är omtalat från 1347 som Rynkaby då Olof in Rynkaby uppträder som faste på Sollentuna häradsting. Ett ting hölls här 1424. I mitten av 1500-talet bestod byn av två gårdar, ett skattehemman och ett kyrkolandbohemman som ägdes av Spånga kyrka. Rinkeby gård låg vid nuvarande Rinkebyplan intill Visbyringen. Några hus finns inte kvar; de sista revs på 1960-talet. 
I Rinkeby har många fornfynd gjorts. I samband med att det moderna Rinkeby uppfördes genomfördes arkeologiska undersökningar där bland annat flera vapengravar och rika fornfynd hittades.

### Miljonprogramsområde
Mellan 1905 och 1965 användes hela Järvafältet som militärt övningsfält. År 1965 såldes marken till Stockholm. Fram till 1948 ingick området i Spånga landskommun. Då uppgick Spånga kommun i Stockholms kommun och stadsdelen Rinkeby uppstod 1 januari 1949. Från 1953 uppgick Rinkeby i stadsdelen Järvafältet, men från 1965 är Rinkeby en egen stadsdel. 
En generalplan för Rinkeby och Tensta togs fram 1965 av Göran Sidenbladh, Igor Dergalin och Josef Stäck vid stadsbyggnadskontoret. Rinkeby började byggas 1968 och de första invånarna flyttade in 1969. Alla hus var klara 1971 och den 3 november 1971 invigdes Rinkeby centrum. 
Rinkeby är en typisk miljonprogramsförort.
I februari 1992 besökte dåvarande statsminister Carl Bildt och invandrarminister Birgit Friggebo Folkets hus, med anledning av fjolårets och årets elva skjutningar av människor med invandrarbakgrund. Publiken var fullsatt och många ville få sina röster hörda. När Bildt höll ett tal avbröt Friggebo plötsligt honom och vädjade till lugn hos publiken samt att de tillsammans med henne skulle sjunga "We shall overcome". Publiken reagerade först med tystnad, för att strax brista ut i ett gemensamt nejrop.

## Stadsplanering

### Bebyggelse och samhällservice
Bebyggelsen består till största delen av hyreslägenheter som är samlade runt ett centrum, ritat av arkitekt Nils Sterner. Här finns en liten galleria med flera affärer samt ett torg, Rinkebytorget, som omgärdas av låga butikslängor med bland annat vårdcentral och Folkets hus. På torget brukar det vara torghandel med många färska grönsaker under sommarhalvåret. 
Rinkeby har, i likhet med exempelvis Rosengård i Malmö och Hammarkullen i Göteborg, kommit att stå som symbol för det sena 1900-talets och tidiga 2000-talets tilltagande segregation. Rinkeby hade tidigare en arbetsförmedling, försäkringskassa, post- och bankkontor samt fram till 2008 en egen stadsdelsnämnd. Nedläggningarna har i efterhand kritiserats.
En moské vid Rinkeby allé, ritad av arkitekten Johan Celsing ska byggas under andra halvan av 2018 och beräknas bli klar 2020. Efter att tre personer som häktats för ekonomisk brottslighet inom friskolekoncernen Al-Azhar, drog sig byggbolaget NCC ur mosképrojektet i Rinkeby.

### Ombyggnad av Rinkebystråket
Under 2013 påbörjades ombyggnationen av Rinkebystråket för att omvandla det som tidigare var Rinkebys infartsgata med buss- och biltrafik till en handelsgata och mötesplats med butiker, restauranger och caféer. Byggherre var AB Familjebostäder och arkitekt Sweco Architects. Bebyggelsen nominerades till Årets Stockholmsbyggnad 2016 med motiveringen:"Ett stadsutvecklingsprojekt som är det innovativa startskottet på en stadsomvandling med möjlighet att binda samman staden och skapa något nytt utifrån områdets tydliga kvaliteter. Nya Rinkebystråket ger möjlighet till handel, småföretagande, möten och kommunikation. Det ger något till området utan att kräva något i gengäld". Nya Rinkebystråket hamnade på plats fem.
Till projektet hör även nya gång- och cykelbroar som ska sammanlänka bebyggelsen på östra och västra sidan om stråket. På platsen fanns redan fyra äldre betongbroar som kallades ”Första, Andra, Tredje och Fjärde Rinkebybron” (räknat från norr till söder). Gångbroarna över Rinkebystråket är kvar på samma platser som tidigare men byts ut mot nya något högre broar. Arkitektkontoret &Rundquist fick uppdraget av Stockholms stad att rita den nya bron som skall ersätta Första Rinkebybron. Arkitekterna skapade en lätt stålbro med tre spann och en sammanlagd längd av 32 meter. Undersidan är perforerad och belyst inifrån som ger en intressant effekt under dygnets mörka timmar. På brons mitt är gångbanan något bredare. Bron över Rinkebystråket var en av tio kandidaterna till Årets Stockholmsbyggnad 2017.

### Skolor
Det finns fyra grundskolor i Rinkeby: Askebyskolan, Kvarnbyskolan, Knutbyskolan, och Rinkebyskolan. Den sistnämnda skolan är en högstadieskola (årskurs 7–9). Bredbyskolan var en grundskola årskurs 1–9 som lades ner 2013.

#### Askebyskolan
Skolan har cirka 380 elever i grundskola årskurs F–6 samt grundsärskolan årskurs F–5. Nästan alla barn har ett annat modersmål än svenska och det talas ca 30 olika språk på skolan.  Askebyskolan är en av de få Stockholmsskolor som har kameraövervakning. Kameraövervakningen sker inte på skoltid.

#### Kvarnbyskolan
Skolan, ritad 1967 av Kjell Wretling, har cirka 430 elever i grundskola årskurs F–6. Det går elever med bakgrund från 40 olika länder.

#### Knutbyskolan
Skolan har cirka 350 elever i grundskola årskurs F–6. Skolans framgångar har fått mycket uppmärksamhet.

#### Rinkebyskolan
Skolan har cirka 350 elever (2007) i grundskola årskurs 7–9 samt grundsärskola årskurs 7–9. Eleverna talar mer än 30 olika språk och det går elever med bakgrund från 60 olika länder. Skolan består av en huvudbyggnad, idrottsbyggnad, träslöjdsbyggnad, fritidsbyggnad och en fotbollsplan.[källa behövs]
Skolan hade 1999 ett samarbete med den muslimska friskolan Al-Azharskolan i Stockholm.
Skolan har uppmärksammats för att med problematiska utgångspunkter kunna skapa en skola med god anda och goda resultat. Rektorn Börje Ehrstrand fick år 2006 Kunskapspriset för sina insatser.

### Kollektivtrafik
Rinkeby trafikeras av Stockholms tunnelbana (blå linjen) och ligger 12,3 kilometer från blå linjens ändstation Kungsträdgården. Stationen öppnades den 31 augusti 1975 i samband med att linjen invigdes. Annars kan Rinkeby nås genom SL-bussarna 540 (Tensta centrum–Universitetet), 514 (Spånga station–Sollentuna station), 179 (Vällingby–Sollentuna station) och nattbusslinje 196 (Hjulsta–Stockholm C).

## Kriminalitet
År 2014 rapporterade Sveriges Radio att en procent av invånarna i området bedöms vara kriminella och att företag får svårt att etablera sig på grund av hot mot vittnen, maktdemonstrationer ifrån kriminella grupperingar och narkotikahandel. Polisstyrkan i området tillsammans med Tensta skulle därför tredubblas från 25 till 75.

### Särskilt utsatt område
Rinkeby är enligt polisen ett ur brottssynpunkt problemområde över tid som 2015 klassades som ett särskilt utsatt område. Den 1 september 2020 öppnades en ny polisstation i stadsdelen, planen var att stationen skulle varit färdig 2019, men försenades på grund av att byggbolag samt poliser ansåg att risken för attentat mot byggarbetsplats och hot mot personal var för höga. I samband med byggandet av den nya polisstationen var ett stort problem hur stationens personal skulle kunna ta sig till och från jobbet på ett säkert sätt och man satte därför in en kvällspatrull tänkt att eskortera anställda. Stationens nya byggnad bepansrades med skottsäkert stål och försågs med säkerhetsglas av bättre kvalitet.
Ett salafist-jihadistiskt nätverk etablerades av den inflytelserika imamen Fuad Mohamed Qalaf som kom till Sverige 1992. Qalaf blev senare en av ledarna för den somaliska grenen av Al-Shabab.
Droghandel bedrivs öppet på gator och torg. Efter att övervakningskameror sattes in på Rinkeby torg i maj 2017 flyttade knarkhandlarna sin verksamhet in i affärsgallerian, där handlare blev hotade och misshandlade när de polisanmälde.
På senare tid har kriminaliteten i Rinkeby successivt minskat och förbättrats på grund av mer övervakning i form av ordningsvakter, övervakningskameror och polis. Polisstationen i Rinkeby har även medfört mer trygghet och att polisen snabbare kan rycka ut och förebygga brott. 

## Demografi
Folkmängden uppgår till 16 914 år 2021 och andelen invånare som är utrikes födda är cirka 62,2 procent respektive cirka 92,1 procent med utländsk bakgrund. De två vanligaste födelsekontinenterna för personer med utländsk bakgrund år 2021 var Afrika (51,4 procent) följt av Asien (32,5 procent). År 2011 var den största gruppen utrikes födda i Rinkeby somalier.

## Kultur och medier
Sedan 1993 hålls årligen Rinkeby bokmässa i Rinkeby Folkets hus. Sedan 1988 drivs också projektet Nobel i Rinkeby, där årets nobelpristagare i litteratur besöker stadsdelen för att träffa barn och ungdomar från området på Rinkeby bibliotek. Finalen i poetry slam-tävlingen Ortens bästa poet, som arrangerades av gräsrotsrörelsen Förenade förorter, avgjordes från 2015 i Ungdomens hus.
Begreppet Rinkebysvenska som beteckning på "förortsdialekter" har fått sitt namn från Rinkeby av Ulla-Britt Kotsinas, professor emerita i nordiska språk vid Stockholms universitet. 2003 gav hon ut en bok om den sociolekt som utvecklats i området, En bok om slang, typ.
Journalisten och statsvetaren Christos Pappas har skildrat stadsdelen i boken Ett folkets hus världens mitt: en bok om Rinkeby. 
Direktpress respektive Mitt i:s lokaltidningar Vi i Kista-Tensta-Rinkeby och Mitt i Tensta-Rinkeby bevakar Rinkeby. Sveriges Television har sedan januari 2016 en redaktion på Rinkebystråket.

## Sport
Basketklubben Akropol BBK startades av greker i Rinkeby 1986.Föreningen har ett herrlag som tidigare spelat i Basketligan (nu i division 2), ett damlag samt ett rullstolslag. 
Fotbollsklubben Rinkeby United grundades 2013 i Rinkeby och kom på första plats i division 6 under 2015. Idag spelar laget i division 4 norra Stockholm.